# Mantova 1911
Mantova 1911, zkráceně jen Mantova je italský fotbalový klub hrající v sezóně 2024/25 ve 2. italské fotbalové lize sídlící ve městě Mantova v regionu Lombardie.
Klub byl založen dvěma muži: Ardiccio Modena a Guglielmo Reggiani v roce 1911 jako Associazione Mantovana del Calcio. Již v sezoně 1919/20 hrají nejvyšší ligu a hrají ji až do 1925/26. Další hraní v Serie A|nejvyšší lize si klub počkal do sezony 1961/62 a naposled se ukázal v sezoně 1971/72.
Poté klub sestoupil do druhé ligy a posléze do třetí. Po sezoně 1993/94 klub ohlašuje bankrot, ale je založen nový klub Mantova Calcio 1994. Koupil licenci od klubu Associazione Calcio Porto '78 a začal hrát v Eccellenza. Klub se fotbalové dostal až do druhé ligy. Hrál v ní pět sezon po sobě (2005–2010). Pak přišel další bankrot. Dne 30. června roku 2010 skončil. Za 2 dny je představen klub nový vedeným bývalého prezidenta klubu Alberta Castagnara. Klub se jmenuje Mantova Football Club a začínají hrát ve čtvrté lize. Další krach přišel po sezoně 2016/17. Klub se nepřihlásil do žádné soutěže. Byl založen nový klub a přihlásil se do čtvrté ligy.
Nejvyšší soutěž hráli celkem ve 12 sezonách a nejlepšího umístění bylo 9. místo v sezonách 1961/62 a 1966/67.

## Změny názvu klubu
- 1911/12 – 1918/19 – Associazione Mantovana del Calcio (Associazione Mantovana del Calcio)
- 1919/20 – 1933/34 – AC Mantova (Associazione Calcio Mantova)
- 1934/35 – 1944/45 – Mantova Sportiva (Mantova Sportiva)
- 1945/46 – 1955/56 – AC Mantova (Associazione Calcio Mantova)
- 1956/57 – 1960/61 – AC Ozo Mantova (Associazione Calcio Ozo Mantova)
- 1961/62 – 1993/94 – AC Mantova (Associazione Calcio Mantova)
- 1994/95 – 2001/02 – Mantova Calcio (Mantova Calcio)
- 2002/03 – 2009/10 – AC Mantova (Associazione Calcio Mantova)
- 2010/11 – 2016/17 – Mantova FC (Mantova Football Club)
- 2017/18 – Mantova 1911 (Mantova 1911)

## Získané trofeje

### Vyhrané domácí soutěže
- 2. italská liga ( 1x )

1970/71
- 3. italská liga ( 4x )

1958/59, 1973/74, 1980/81, 2023/24
- 4. italská liga ( 5x )

1957/58, 1987/88, 1992/93, 2003/04, 2019/20

## Účast v ligách
| Úroveň soutěže | Název soutěže (nynější název) | První hraná sezona | Poslední hraná sezona | celkem odehraných sezon |
| -------------- | ----------------------------- | ------------------ | --------------------- | ----------------------- |
| 1              | Serie A                       | 1919/20            | 1971/72               | 12                      |
| 2              | Serie B                       | 1923/24            | 2024/25               | 18                      |
| 3              | Serie C                       | 1928/29            | 2023/24               | 45                      |
| 4              | Serie D                       | 1954/55            | 2019/20               | 24                      |
| 5              | Eccellenza                    | 1995/96            | 2010/11               | 3                       |

Historická tabulka Serie A od sezony 1929/30 do 2023/24.
| Celkové místo | Odehraných sezon | Celkem bodů | Celkem zápasů | Celkem výher | Celkem remíz | Celkem proher | Celkové skore |
| ------------- | ---------------- | ----------- | ------------- | ------------ | ------------ | ------------- | ------------- |
| 47            | 7                | 184         | 230           | 48           | 88           | 94            | 182:266       |

## Trenéři

### Známí trenéři v klubu
- Ferenc Hirzer (1935–1936)
- Edmondo Fabbri (1957–1962)
- Nándor Hidegkuti (1962–1963)
- Alfredo Foni (1972–1973)
- Roberto Boninsegna (2001–2003)
- Alessandro Costacurta (2008–2009)
- Ivan Jurić (2014–2015)

## Fotbalisté

### Historické statistiky
| Počet utkání | Počet utkání      | Počet utkání |  | Počet branek | Počet branek         | Počet branek |
| Pořadí       | Jméno             | Počet        |  | Pořadí       | Jméno                | Počet        |
| 1.           | Manuel Spinale    | 375          |  | 1.           | Gabriele Graziani    | 83           |
| 2.           | Gaetano Caridi    | 344          |  | 2.           | Gaetano Caridi       | 63           |
| 3.           | Mirko Bellodi     | 336          |  | 3.           | Sauro Frutti         | 52           |
| 4.           | Gustavo Giagnoni  | 295          |  | 4.           | Silvio Dellagiovanna | 52           |
| 5.           | Nicola Lampugnani | 271          |  | 5.           | Ettore Recagni       | 47           |

### Rekordní přestupy
| Nákup  | Nákup            | Nákup     | Nákup   | Nákup         |  | Prodej | Prodej            | Prodej    | Prodej | Prodej          |
| Pořadí | Jméno            | sezona    | klub    | částka        |  | Pořadí | Jméno             | sezona    | klub   | částka          |
| 1.     | Marco Bernacci   | 2006/2007 | Cesena  | 1,5 mil. Euro |  | 1.     | Marco Bernacci    | 2007/2008 | Ascoli | 1,5 mil. Euro   |
| 2.     | Dario Passoni    | 2007/2008 | Livorno | 0,8 mil. Euro |  | 2.     | Roberto Zammarini | 2016/2017 | Pisa   | 0,155 mil. Euro |
| 3.     | Riccardo Fissore | 2008/2009 | Vicenza | 0,5 mil. Euro |  | 3.     | Dino Zoff         | 1967/1968 | Neapol | 0,060 mil. Euro |

### Na velkých turnajích

#### Účastníci Mistrovství světa
- Angelo Sormani (MS 1962)
- Anton Allemann (MS 1962)
- Jasmin Handanović (MS 2010)

## Česká stopa

### Hráč
- Július Korostelev (1956/57)
- Jaroslav Šedivec (2008/09)
- Lukáš Zima (2015)